# Аль-Хаффа-Центр
Аль-Хаффа-Центр (араб. ناحية مركز الحفة) — нохія у Сирії, що входить до складу району Аль-Хаффа провінції Латакія. Адміністративний центр — м. Аль-Хаффа.
| Сирія | Це незавершена стаття з географії Сирії. Ви можете допомогти проєкту, виправивши або дописавши її. |